# Perica Bukić
Perica Bukić (Šibenik, 20 de fevereiro de 1966) é um ex-jogador de polo aquático  e politico croata, bicampeão olímpico.

## Carreira
Perica Bukić fez parte da geração de ouro de Los Angeles 1984 e Seul 1988. e prata com a Croácia em 1996.